# NGC 2876
NGC 2876 је лентикуларна галаксија у сазвежђу Хидра која се налази на NGC листи објеката дубоког неба.
Деклинација објекта је - 6° 43' 0" а ректасцензија 9h 25m 13,8s. Привидна величина (магнитуда) објекта NGC 2876 износи 13,1 а фотографска магнитуда 14,1. NGC 2876 је још познат и под ознакама MCG -1-24-16, PGC 26710.